# 达夫-戈登夫人露西
达夫-戈登夫人露西·克里斯蒂安娜（Lucy Christiana, Lady Duff-Gordon，娘家姓Sutherland；1863年6月13日—1935年4月20日），以化名露西尔（Lucile）知名，是一位英国时装设计师。
她发起了最早的时装秀，培训出第一批专业模特。此外，她还推出了开衩裙、低领口等设计、并推广了较宽松的紧身胸衣和简约内衣。
她的露西尔公司（Lucile Ltd）总部在伦敦，在芝加哥、纽约市和巴黎也开设了分店，成为最早的全球时装品牌，客户包括皇室、贵族和社会名流。

## 早年
她是土木工程师道格拉斯·萨瑟兰（Douglas Sutherland；1838–1865）和妻子埃莉诺·桑德斯（Elinor Saunders；1841–1937）的女儿，本名露西·克里斯蒂安娜·萨瑟兰（Lucy Christiana Sutherland），1864年出生于英国伦敦。其父早死，母亲于1871年与大卫·肯尼迪（卒于1889年）再婚，随后一家人搬到了澤西圣赫利尔，她的妹妹埃莉诺·格林后来成为了小说家。露西小时候喜欢收藏、打扮洋娃娃，也会给自己和埃莉诺制作衣服。1875年探访英格兰的亲戚后，露西和埃莉诺在回到泽西岛的途中遭遇大风，所乘船只搁浅，但两人幸免于难。

## 家庭
1884年，露西与詹姆斯·斯图尔特·华莱士（James Stuart Wallace）结婚，育有一女埃斯梅（Esme 1885–1973；后来嫁给第二代霍爾斯伯里伯爵）。华莱士是个酒鬼，经常在外寻欢作乐，露西因而爱上与外科医生莫雷尔·麦肯齐，两人维持了很长时间的婚外情。华莱士夫妇大约在1890年分居，露西于1893年开始提出离婚诉讼；1895年正式离婚。1900年，她嫁给了苏格兰的科斯莫·達夫-戈登爵士。

## 职业生涯

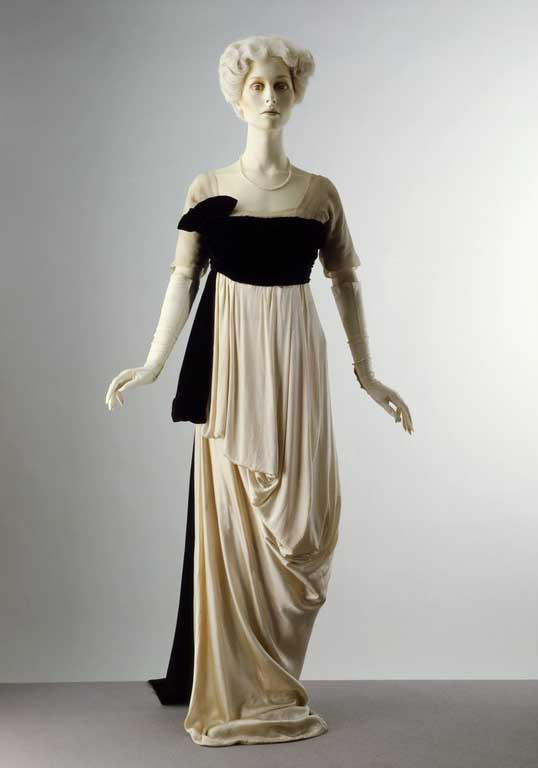
露西尔设计的晚礼服，1913年春，维多利亚和阿尔伯特博物馆

第一次婚姻结束后，养活自己和女儿，她开始在家当裁缝。 1893年，她在伦敦西区老伯灵顿街24号开设店铺“Maison Lucile”。1893年，成立露西尔公司（Lucile Ltd）。
露西尔公司的客户包括贵族、皇室和明星等。随着公司业务不断扩大，1910年在纽约市、1911年在巴黎和1915年在芝加哥开设分公司。

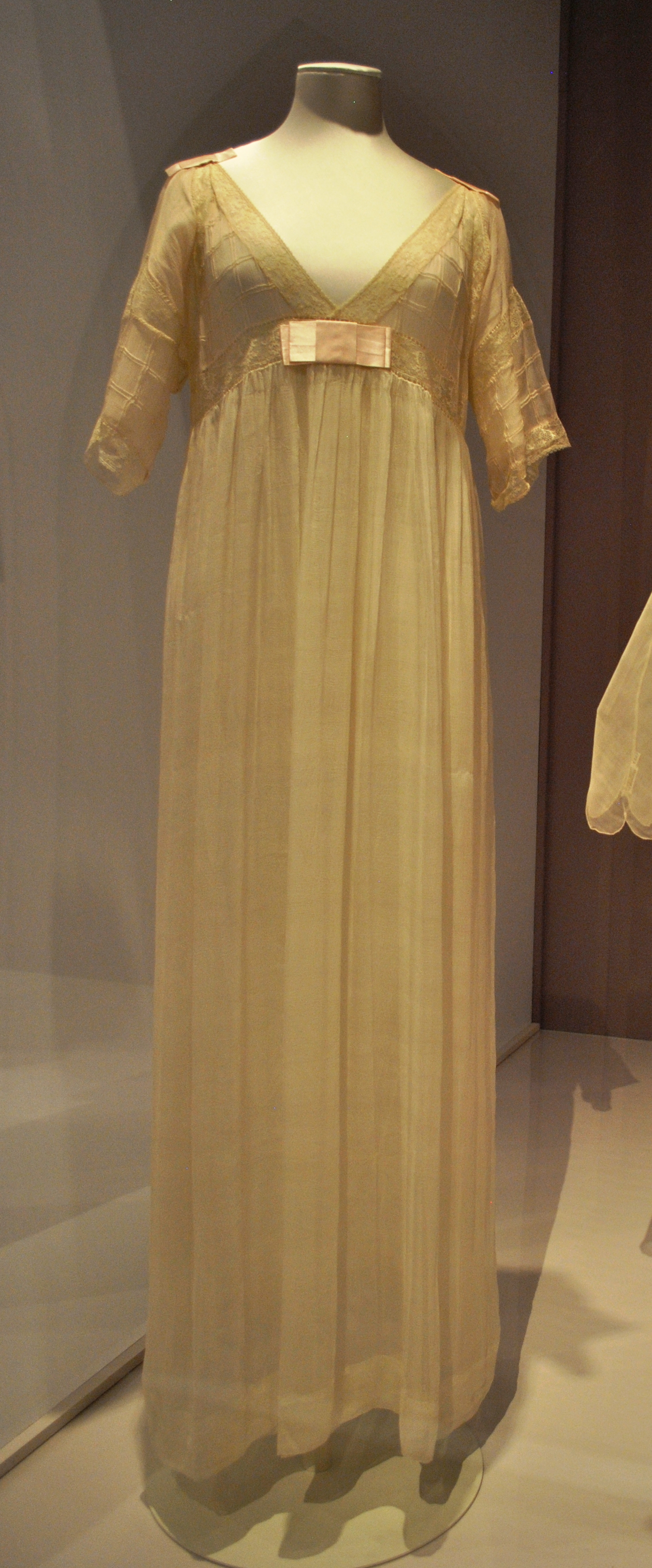
睡裙，1913年，维多利亚和阿尔伯特博物馆

她以设计内衣、茶会礼服和晚礼服闻名。其服装具有华丽的分层设计和强烈的垂坠感，点缀以手工的织花。此外，她也设计简练的西装和日常服饰。
她的一些客户穿着她的衣服在媒体上镜，如比莉·伯克和玛丽·毕克馥。她也为舞台剧设计服装，弗朗兹·莱哈尔的《风流寡妇》（1907）、齐格菲富丽秀等都有使用。1910年代和20年代百代電影公司和高蒙電影公司的新闻片也常使用她的服装。

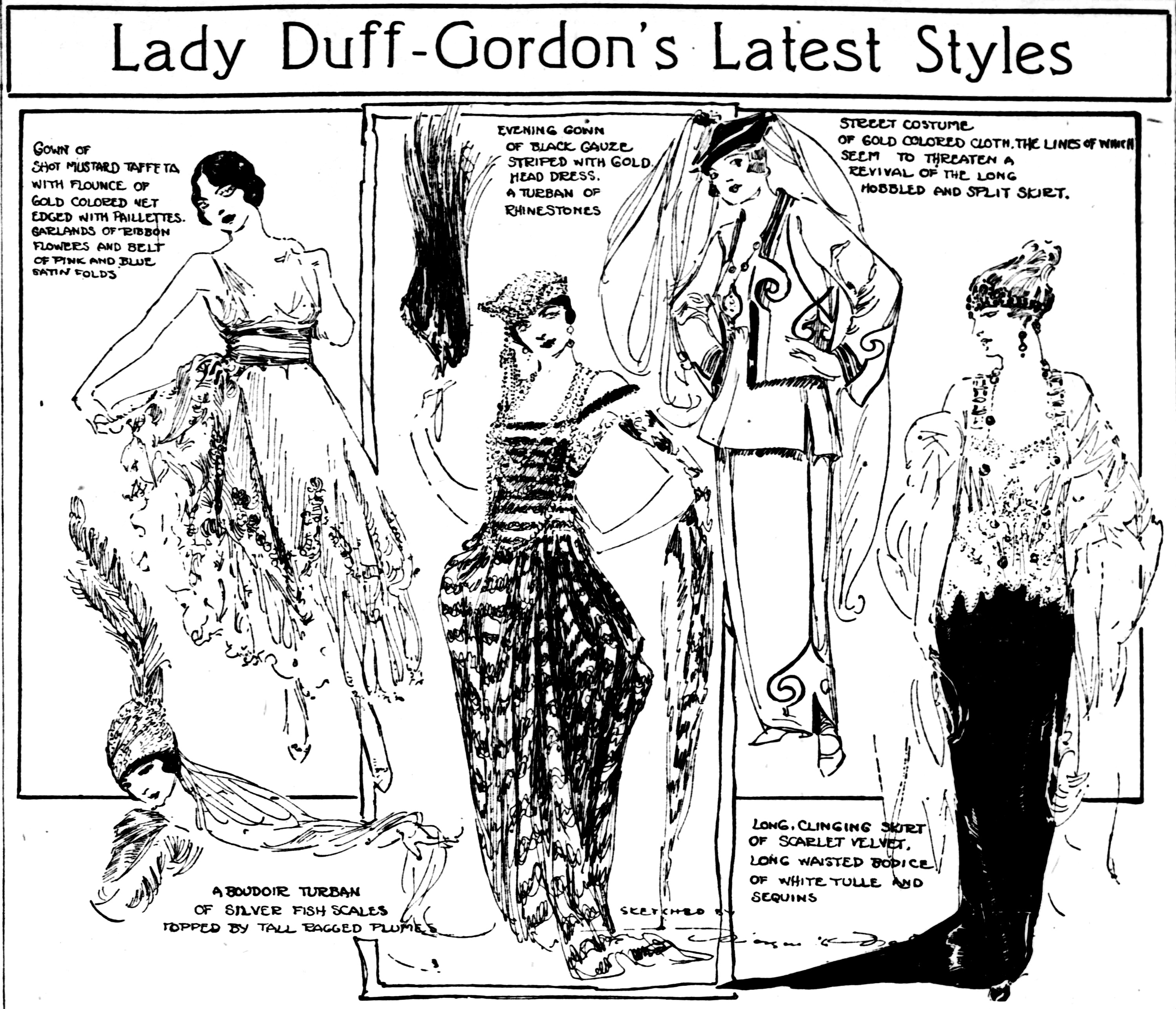
1918 年 4 月《圣路易斯邮报》上玛格丽特·马丁绘制的露西夫人服装

她热衷于用媒体宣传自己。1910至1922年间，她为赫斯特的《时尚芭莎》和《好管家》撰写每月专栏，也为《名利场》、 《倫敦新聞畫報》等撰稿。
她将自己的名字借给胸罩、香水、鞋子和其他奢侈服装、美容产品制造商做广告代言。如西爾斯百貨的低价时装（1916-17年）和查莫斯汽车（后来的克萊斯勒集團）的内饰（1917）。

## 泰坦尼克号
1912年，为了处理纽约分公司的业务，她动身前往美国。她和丈夫科斯莫爵士以“摩根先生和夫人”（Mr. and Mrs. Morgan）的名义预订了泰坦尼克号的头等舱。她的秘书劳拉·梅布尔·弗兰卡泰利（Laura Mabel Francatelli）随行。4月14日泰坦尼克号撞上冰山并开始下沉。在疏散过程中，达夫-戈登夫妇和秘书乘坐1号救生艇逃生。
泰坦尼克号沉没一段时间后，报道称露西在1号救生艇上曾对秘书说：“你漂亮的睡裙没了。” 一名泰坦尼克的锅炉工对此表示愤怒，表示这种微不足道的损失和他们相比不值一提。科斯莫爵士随后给了这些船员一人5英镑（相当于2021的527英镑），以帮助他们度过困难时期。他还发给1号救生艇的船员几张顾资银行的支票。这后来引发了谣言，称夫妇俩人曾贿赂救生艇船员，让他们不要回去救人，以免自己的救生艇倾覆。
虽然事后調查中科斯莫爵士遭到严厉盘问，但露西却稍微轻松一些。她告诉法庭，由于晕船她对沉没当晚救生艇上发生的事情几乎没有记忆。调查的最终报告显示，贿赂船员的事情没有根据。
露西在泰坦尼克号事故三年后又预定了卢西塔尼亚号的船票，但因病取消了行程。卢西塔尼亚号旋即于1915年5月7日被德国鱼雷击沉。

## 晚年
1917年，露西在纽约上诉法院的合同纠纷案《伍德诉达夫-戈登夫人露西案》（Wood v. Lucy, Lady Duff-Gordon）中败诉。
由于被发现1911年后她实际很少亲自设计衣服，露西尔公司迅速衰落。1922年9月，她已经停止为公司设计，这意味着该公司实际上已经倒闭。别人借着她的名义在巴黎继续经营过一段时间。
达夫-戈登夫人于1935年因乳腺癌并发肺炎在伦敦帕特尼的疗养院去世，享年71岁。她去世的那天是4月20日，正值她丈夫去世四周年。